# Lagamar
Lagamar is een gemeente in de Braziliaanse deelstaat Minas Gerais. De gemeente telt 7.873 inwoners (schatting 2009).

## Aangrenzende gemeenten
De gemeente grenst aan Coromandel, Lagoa Grande, Patos de Minas, Presidente Olegário en Vazante.